# 尼姆羅德冰川

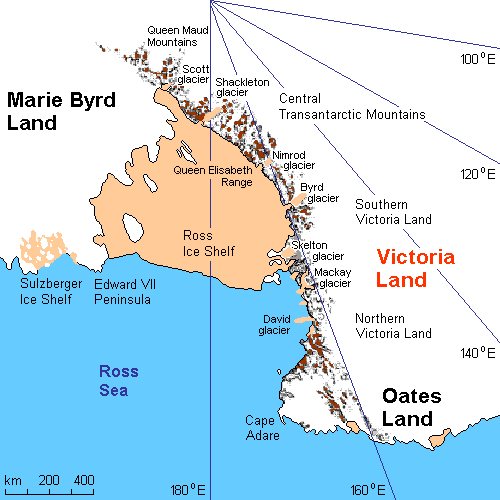

尼姆羅德冰川（英語：Nimrod Glacier）是南極洲的冰川，全長約135公里，在地質學家嶺和米勒嶺之間流經橫貫南極山脈，其後流經邱吉爾山脈和伊麗莎白女王嶺之間。

## 外部連結
81°21′S 163°00′E / 81.350°S 163.000°E